# Vincenzo Sulis
Vincenzo Sulis (Cagliari, 28 ottobre 1758 – La Maddalena, 13 febbraio 1834) è stato uno scrittore e militare italiano del Regno di Sardegna.

## Biografia
Nacque in una famiglia modesta, dal nuorese Antonio Sulis e dalla cagliaritana Lucia Mura. Riuscì a studiare fino alle scuole superiori della Regia Università di Cagliari. Abbandonati improvvisamente gli studi, condusse una vita disordinata. Arrestato, dopo aver ottenuto la libertà, armato e al comando di alcuni vecchi compagni di prigione, si mise a fare razzie nei campi. Dopo aver ottenuto il perdono giudiziario riprese gli studi fino a diventare uno dei più importanti notai di Cagliari.
L'arrivo della flotta francese nel 1793 risvegliò in lui il carattere ribelle tanto da divenire, prima capopopolo contro i francesi, e poi comandante delle truppe di Stampace durante i moti antipiemontesi. Quando Carlo Emanuele IV, perduto il Piemonte, trovò rifugio in Sardegna, Vincenzo fu uno dei suoi più stretti collaboratori.
I suoi nemici però riuscirono a metterlo in cattiva luce verso il popolo e il re. Ricercato, e con una taglia da 500 scudi, venne tradito, consegnato alla forza pubblica e infine processato. In seguito alla condanna, nella quale gli fu comminata la pena di carcere a vita, venne rinchiuso prima nella torre dell'Aquila a Cagliari e, dal 1799, nella Torre dello sperone ad Alghero, (Torres Sulis, Torre di Sulis o Torres de l'Esperó Rejal), dove visse fino al 1820, anno in cui ricevette la grazia da Vittorio Emanuele I.
Finì i suoi giorni a La Maddalena dove scrisse la sua autobiografia, rimasta inedita fino al 1964.
Una loggia massonica del Grande Oriente d'Italia, ad Alghero, è intitolata al suo nome.

## Opere
- Autografo dell'apologia esistente presso il municipio di Sassari (inedito)
- Autobiografia, con uno studio introduttivo ed a cura di Francesco Alziator, Cagliari, Editrice sarda F.lli Fossataro, 1964.

Nuova edizione: Vita scritta da lui medesimo, a cura di Giuseppe Marci, Cagliari, CUEC, 2007. ISBN 978-88-8467-420-3.